# West-Eastern Divan Orchestra

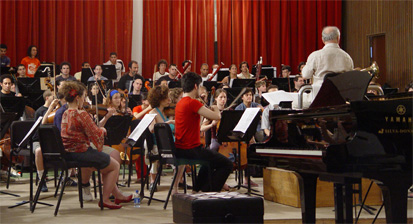
Repetitie onder leiding van Daniel Barenboim, in Pilas, Sevilla, 25 juli 2005

Het West-Eastern Divan Orchestra is een symphonisch orkest gevestigd in het Spaanse Sevilla en wordt voornamelijk gevormd door jonge musici uit het Midden-Oosten. Het verzamelt elke zomer ongeveer tachtig jongeren uit Israël, de Palestijnse gebieden en de Arabische buurlanden om zich verder te bekwamen en samen te spelen. Het symfonieorkest zet zich in voor een vreedzame oplossing van de conflicten in het Midden-Oosten en treedt wereldwijd op.

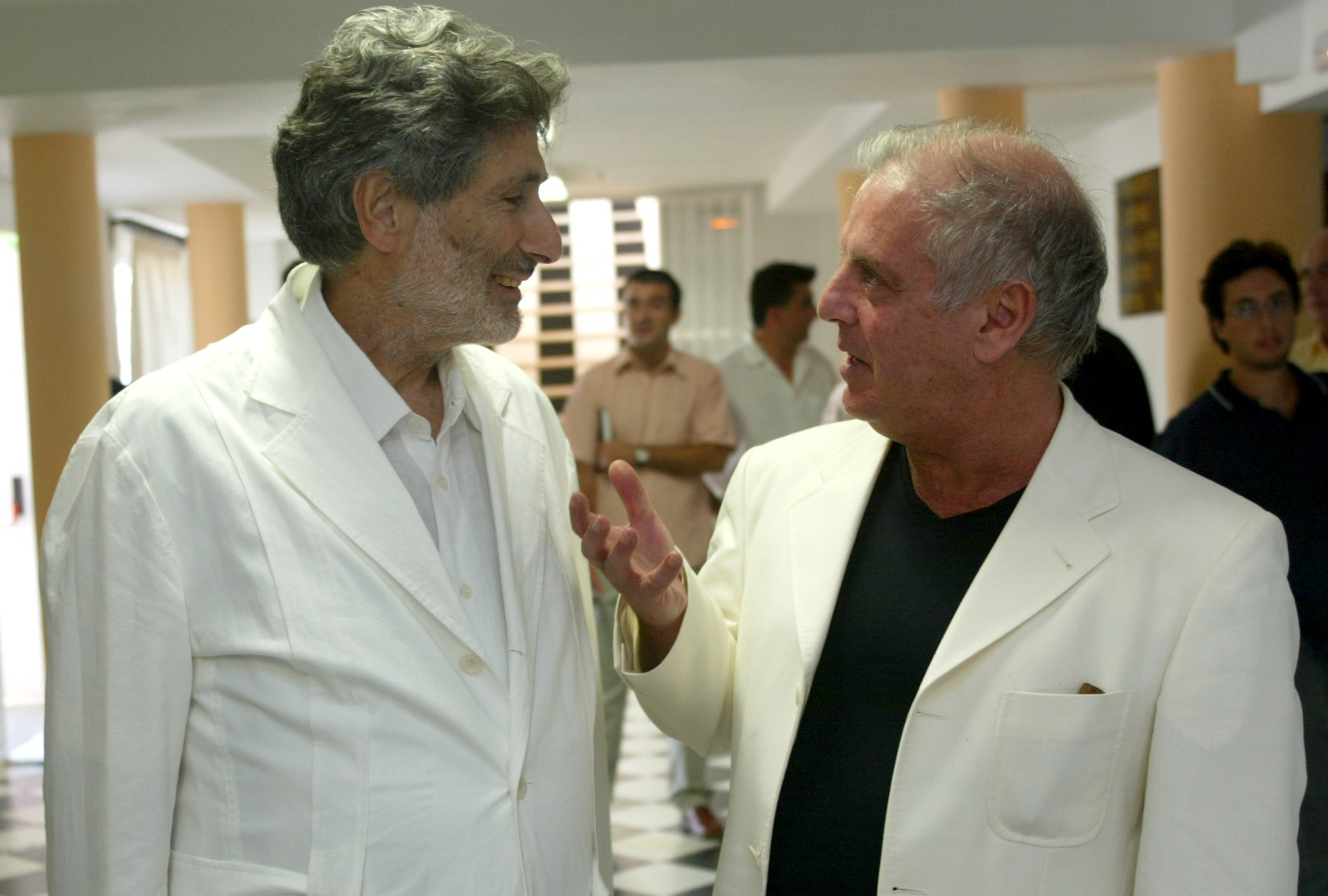
Edward Said en Daniel Barenboim in Sevilla, 2002

Het orkest werd gesticht door de Israëlisch-Argentijnse pianist en dirigent Daniel Barenboim en de Palestijns-Amerikaanse literatuurwetenschapper Edward Said onder begeleiding van de Duitse cultuurmanager en jurist Bernd Kauffmann, en kreeg de naam van de lyrische gedichtenbundel West-östlicher Divan, van Goethe uit 1819, die geïnspireerd werd door de Perzische dichter Hafez.
Het jeugdorkest werd officieel in 1999 opgericht in Weimar, in het 250ste geboortejaar van haar beroemde inwoner Goethe. Weimar was toen Culturele hoofdstad van Europa. In dat jaar ontving Barenboim 200 kandidaturen van Arabische muziekstudenten. Hij ruimde ook plaats in voor jaarlijks 3 studenten uit Iran, een niet-Arabisch land in het Midden-Oosten dat eveneens een conflict heeft met Israël.
Weimar was de basis van het orkest gedurende de eerste twee jaar. In 2001 kreeg het orkest steun van het Chicago Symphony Orchestra, waarvan Barenboim toen de muzikale leiding had, dat jaar kwam het jeugdorkest samen in deze stad. Vanaf 2002 heeft het West-Eastern Divan Orchestra zijn thuisbasis in de Andalusische hoofdstad Sevilla, waar Joden, Moslims en Christenen gedurende eeuwen vreedzaam bij elkaar hebben kunnen leven. Het Bestuur van de Autonome Regio Andalucia en mecenaat van privé-personen en een Stichting dekken de werkingskosten. Jonge musici uit Spanje maken sinds eveneens deel uit van het orkest. In de regel wordt gedurende de maand juli gerepeteerd, in augustus gaat het orkest op tournee, in letterlijk alle werelddelen heeft het gespeeld.